# 國際環境研究與公共健康期刊
《國際環境研究與公共健康期刊》（International Journal of Environmental Research and Public Health）是一份2004起以開放獲取方式發行的學術期刊。該期刊每月出版一次，內容涵蓋環境健康有關的科學研究。目前，期刊的主編是傑克遜大學的Dr. Paul B. Tchounwou。據2020年的期刊引證報告指，《國際環境研究與公共健康期刊》的影響因子是3.390
。

## 資料來源
1. ↑  . . Web of Science Science. Thomson Reuters. 2013.

## 外部連結
- 官方网站